# Hypoponera opaciceps
Hypoponera opaciceps är en myrart som först beskrevs av Mayr 1887.  Hypoponera opaciceps ingår i släktet Hypoponera och familjen myror.

## Underarter
Arten delas in i följande underarter:
- H. o. cubana
- H. o. gaigei
- H. o. gibbinota
- H. o. jamaicensis
- H. o. opaciceps
- H. o. pampana
- H. o. postangustata

## Bildgalleri

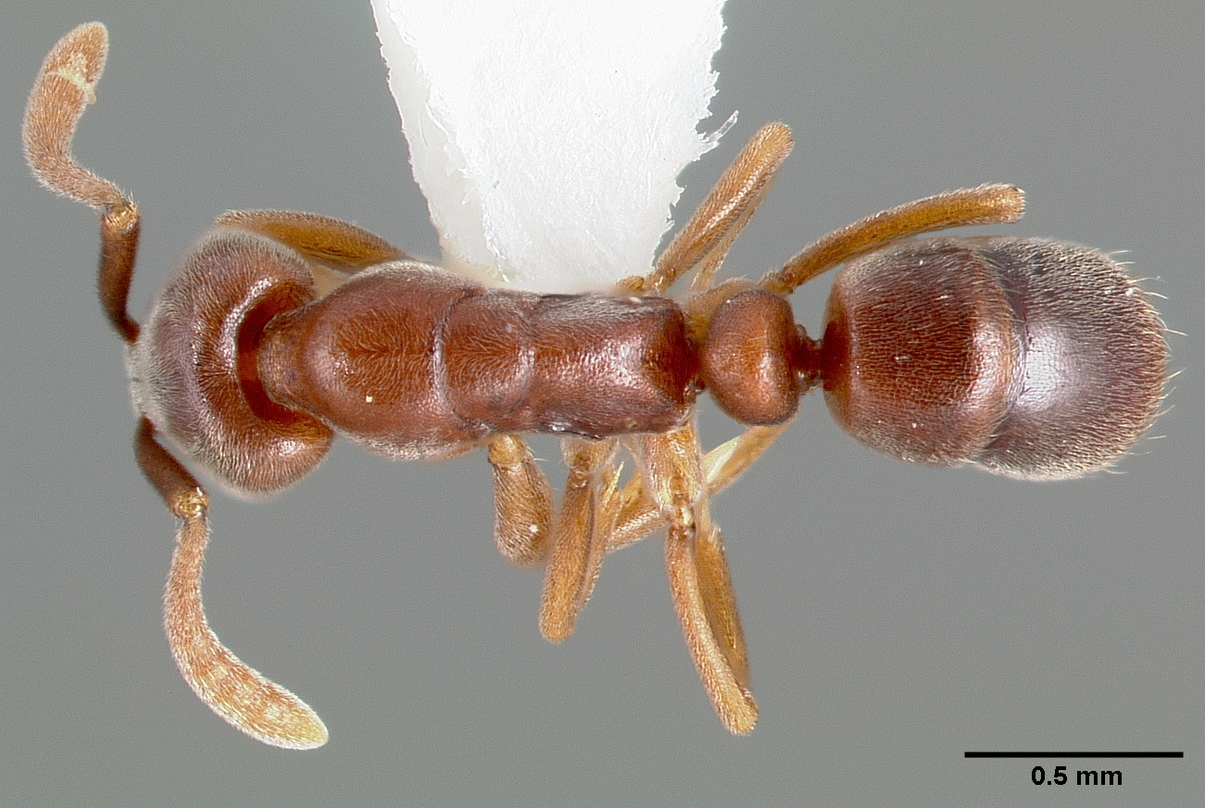
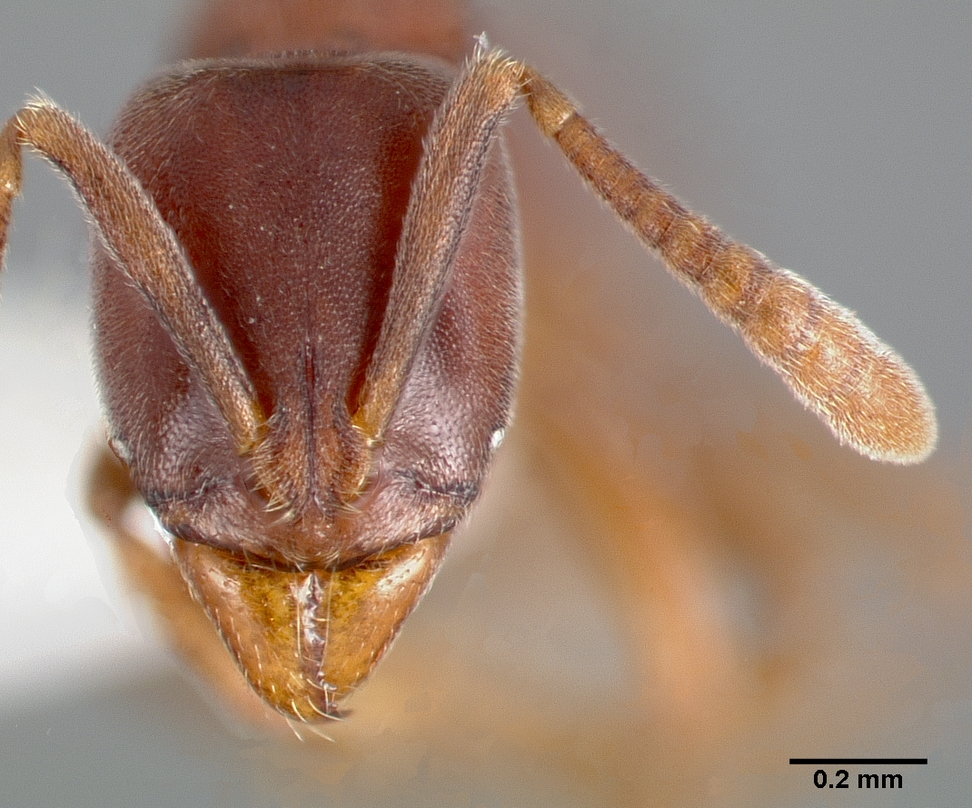
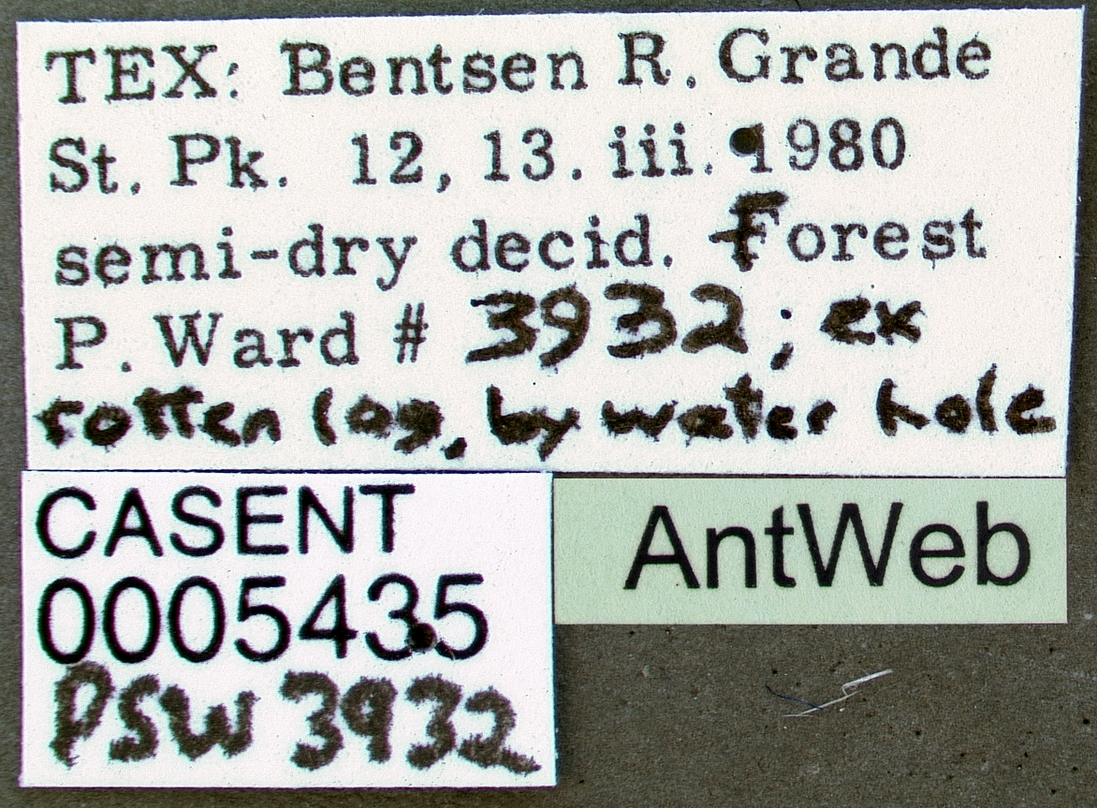
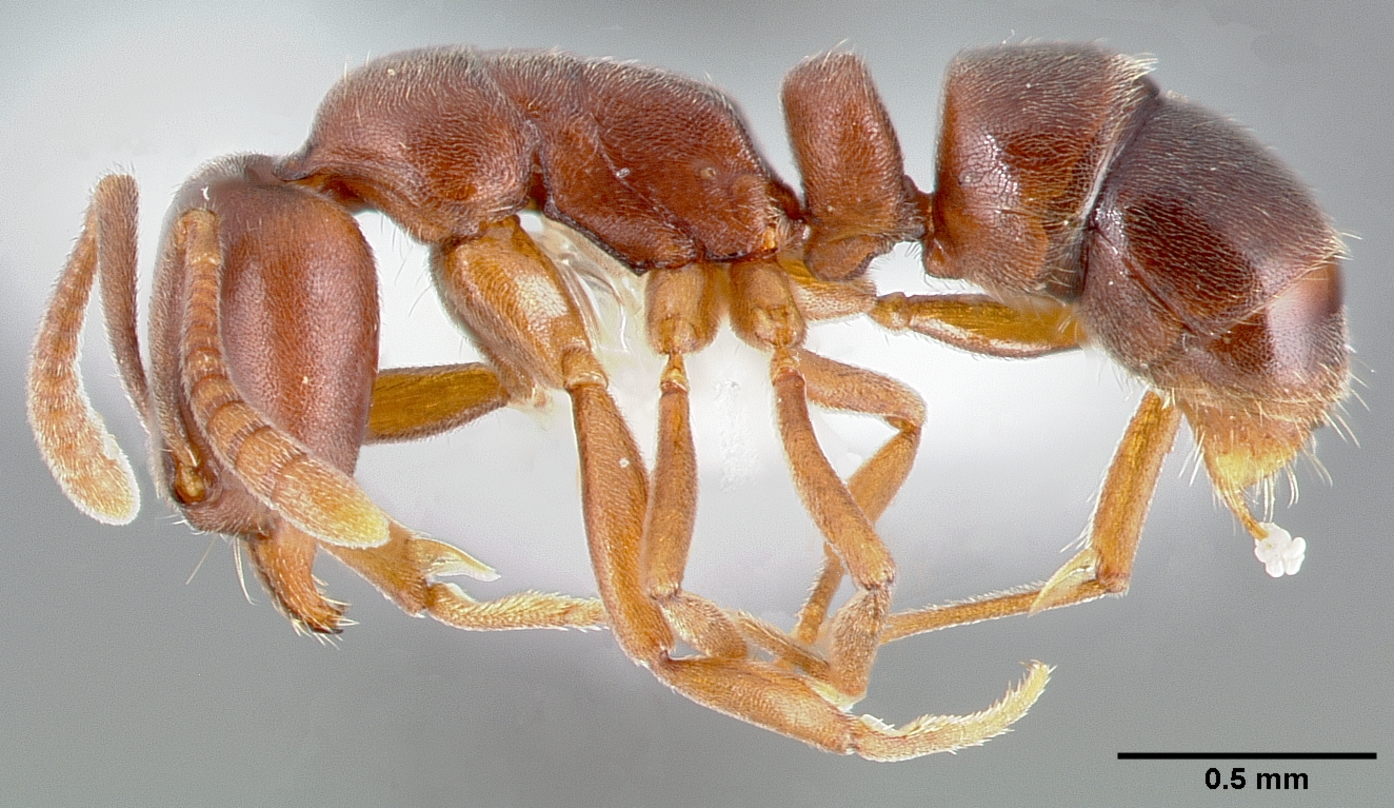
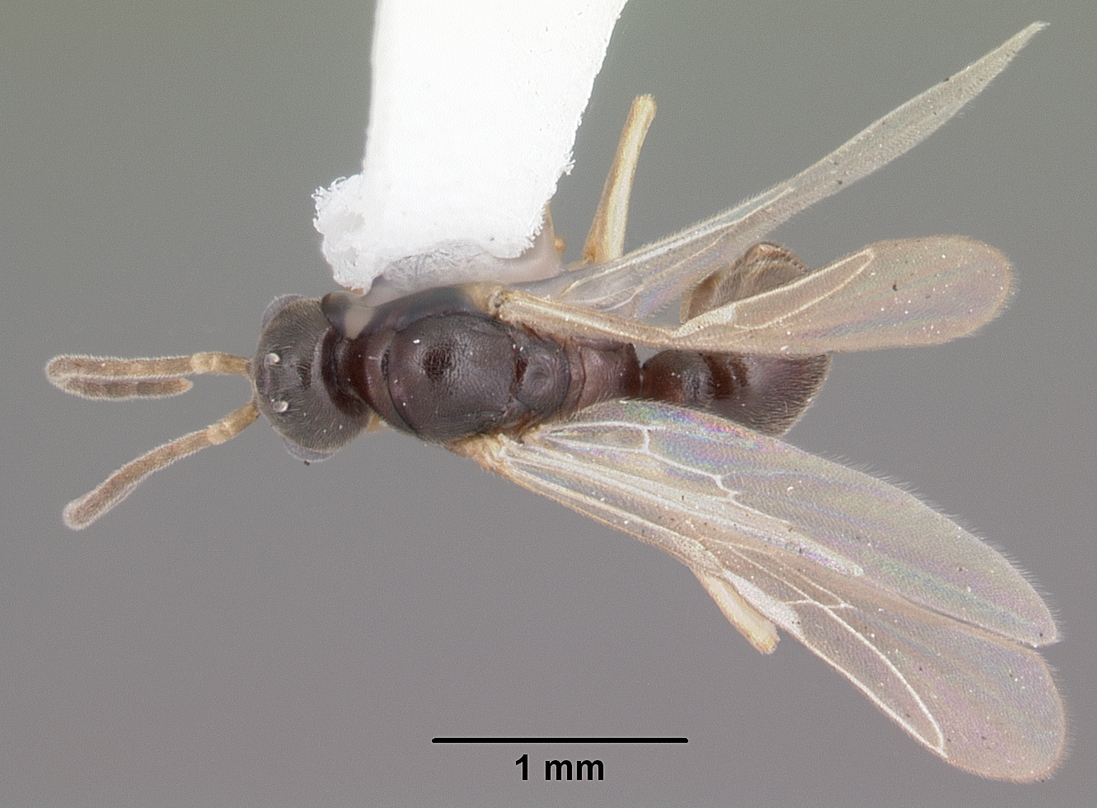
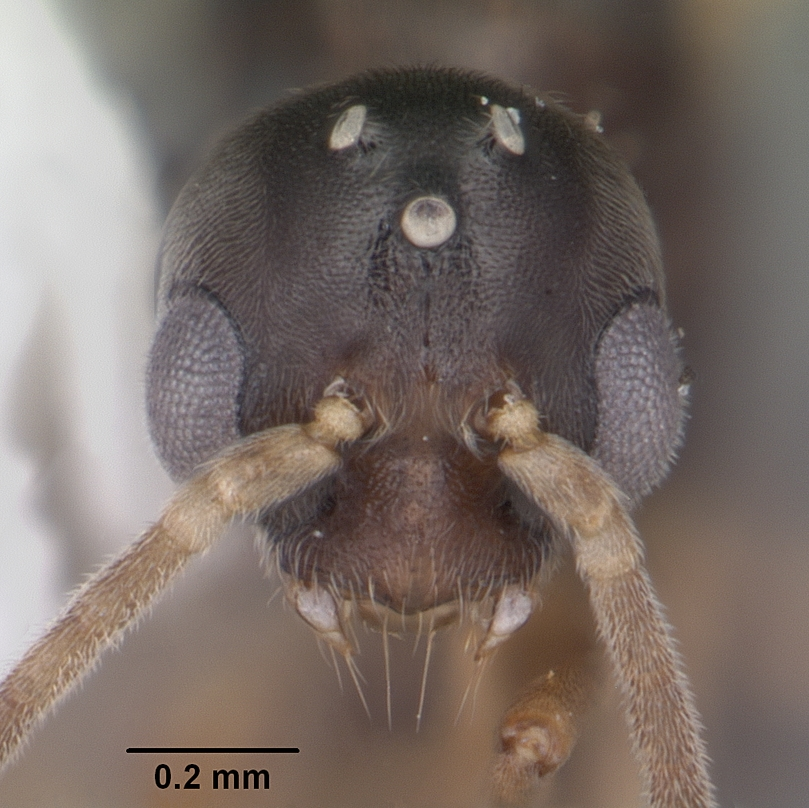